# Sint-Petrus-en-Pauluskerk (Ovezande)
De Sint-Petrus-en-Pauluskerk ofwel de Dorpskerk is een voormalige protestantse kerk van de Nederlandse Hervormde Kerk in Ovezande in de provincie Zeeland.

## Geschiedenis
Het kerkgebouw werd in de 15e eeuw gebouwd in gotische stijl met een eenbeukig rechtgesloten schip voorzien van een tongewelf. Na de reformatie kwamen de protestanten in 1578 aan de macht in Zuid-Beveland en namen ze bezit van de dorpskerk. In 1801 werd de oude dorpskerk terug te koop aangeboden aan de katholieken maar wegens onenigheid over de koopsom ging de koop niet door. In 1859 begonnen de katholieken met de bouw van de Rooms-Katholieke Onze-Lieve-Vrouw-Hemelvaartkerk die op 23 november datzelfde jaar ingewijd werd.
De koorsluiting uit de 15e eeuw werd voor 1818 afgebroken en in 1837 werd de kerk verbouwd waarbij onder andere de sacristie en transept afgebroken werden, het schoolgebouw aan de zijkant van de kerk gesloopt, het dak vernieuwd en het raam in de oostgevel dichtgemetseld. Voor 1882 werd een consistorie gebouwd. Bij een restauratie in 1885 werd een muurschildering uit de Middeleeuwen ontdekt maar weggepleisterd. In 1893 werd de kerk nogmaals verbouwd en de muurschildering werd bij een restauratie in 1955 opnieuw blootgelegd.
Na de vorming van de Sow-gemeente Driewegen-Ovezande in 2002 gingen de diensten enkel nog door in de Dorpskerk in Driewegen en werd de kerk in Ovezande overbodig. Op 23 februari 2003 werd de laatste kerkdienst gehouden en de gemeente werd kort daarop officieel opgeheven. In 2009 werd de kerk aan een particulier verkocht die in 2011 begon met restauratiewerken waaronder het herstellen van het dak en verbouwingen aan de bijgebouwen. In 2013 werd bij het weghalen van het stucwerk aan de achterkant van de kerk een dichtgemetseld raam gevonden. Het raam was te zien op oude tekeningen en werd waarschijnlijk dichtgemetseld nadat de protestanten de kerk overgenomen hadden.

## Toren
De smalle bakstenen toren was vroeger bepleisterd en staat op een H-vormige onderbouw. De toren is apart geregistreerd als rijksmonument sinds 1967.

## Interieur
In de kerk bevinden zich een eenvoudige kansel uit het midden van de 18e eeuw, een koperen lezenaar en een eenklaviers pijporgel gemaakt door de Firma L. Van Dam uit Leeuwarden in 1893. Boven het moderne plafond zijn de spanten van het oude tongewelf nog zichtbaar. De beelden zijn van de hand van de beeldhouwer Brouwer uit Arnhem. In de kerk zijn nog vier grafstenen uit de 16e eeuw zichtbaar.

## Fotogalerij

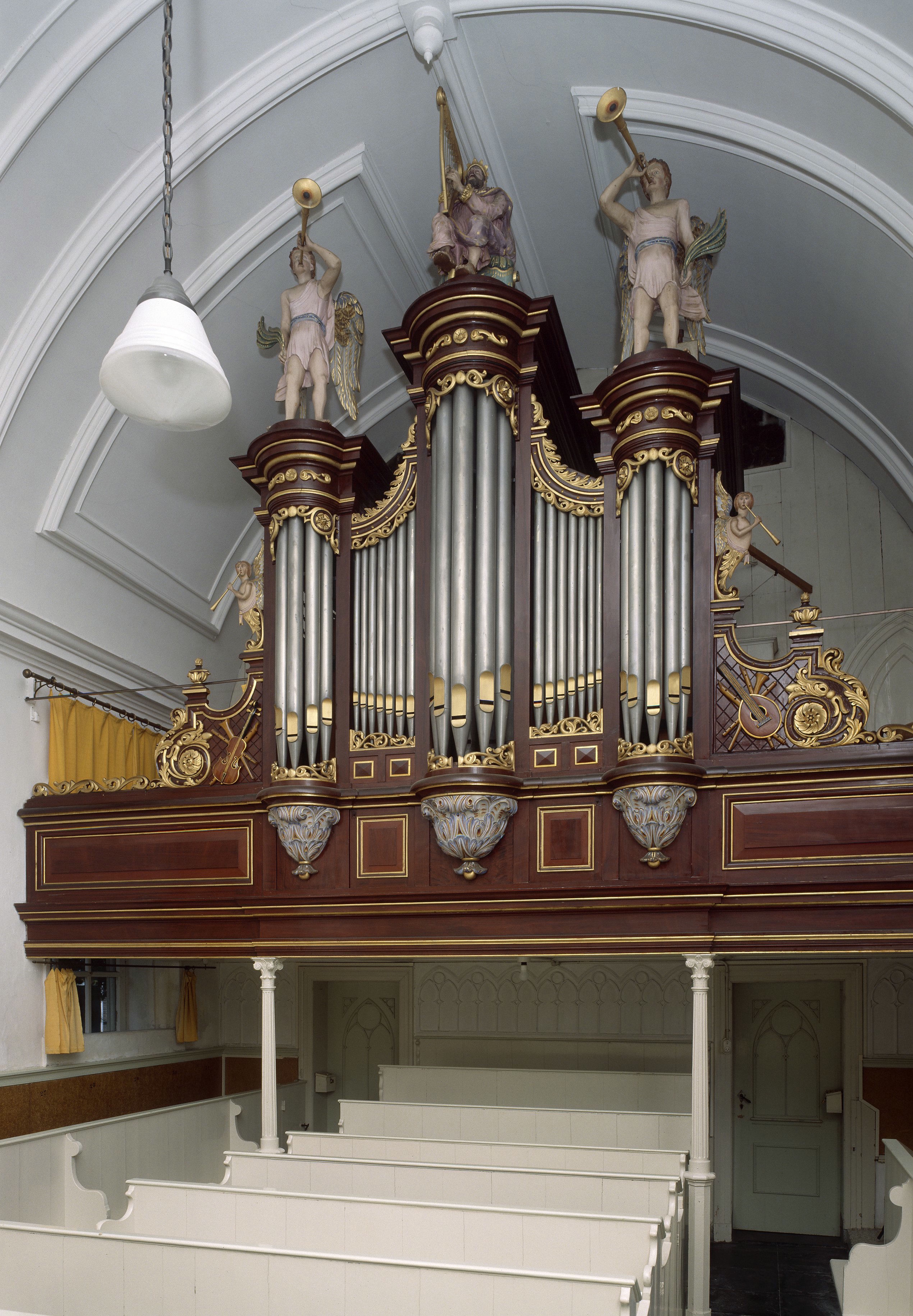
Pijporgel uit 1893
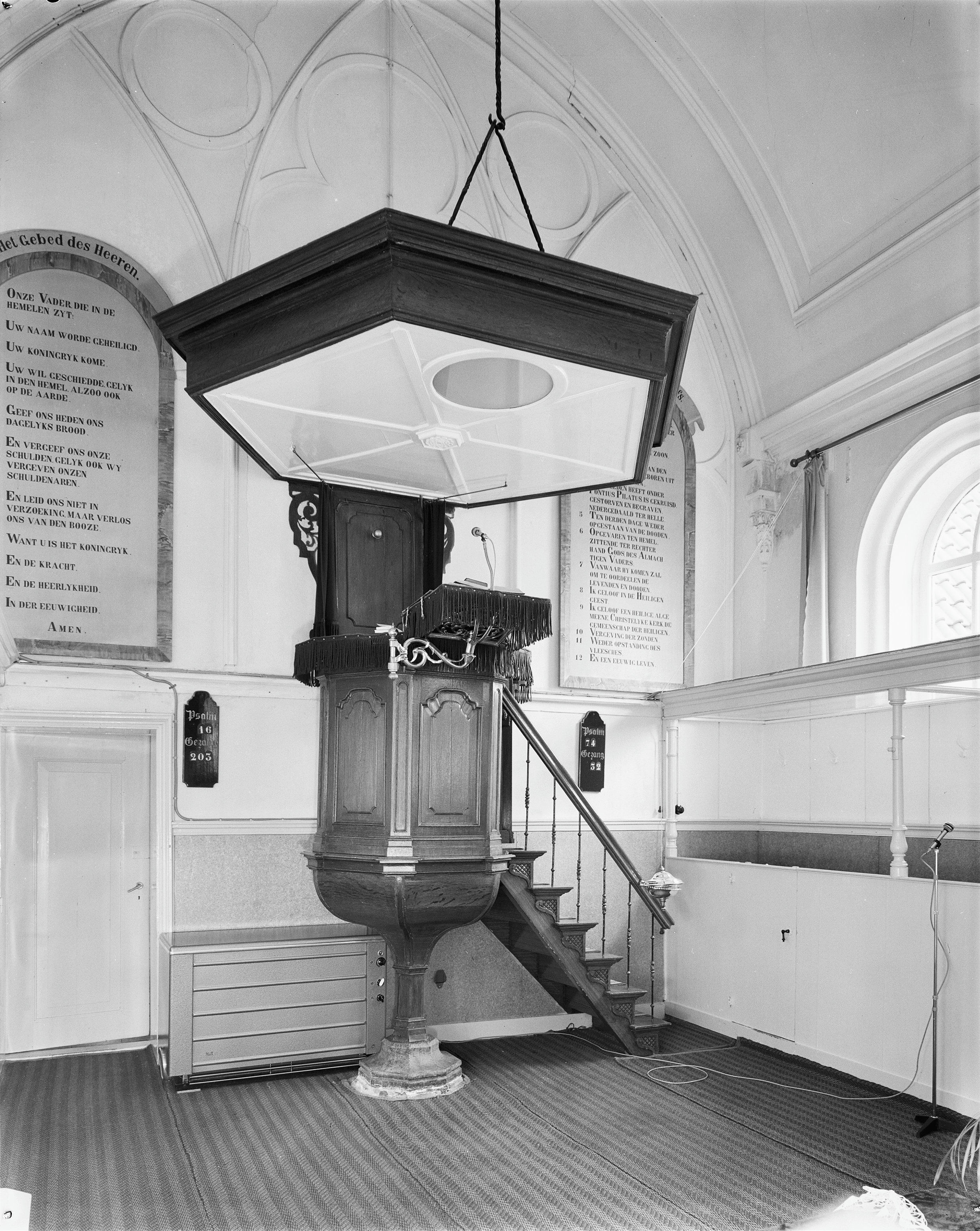
Kansel midden 18e eeuw
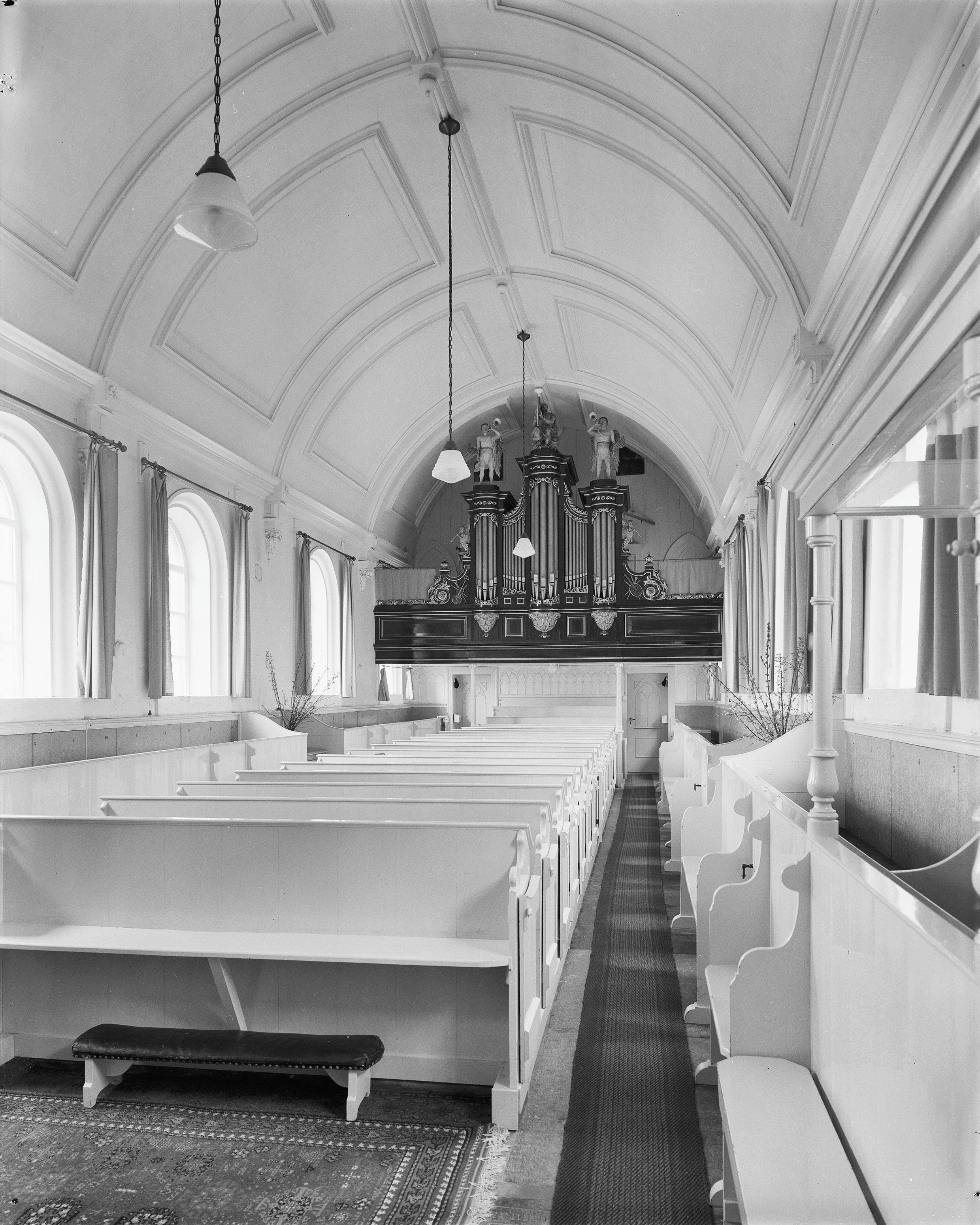
Interieur anno 1971
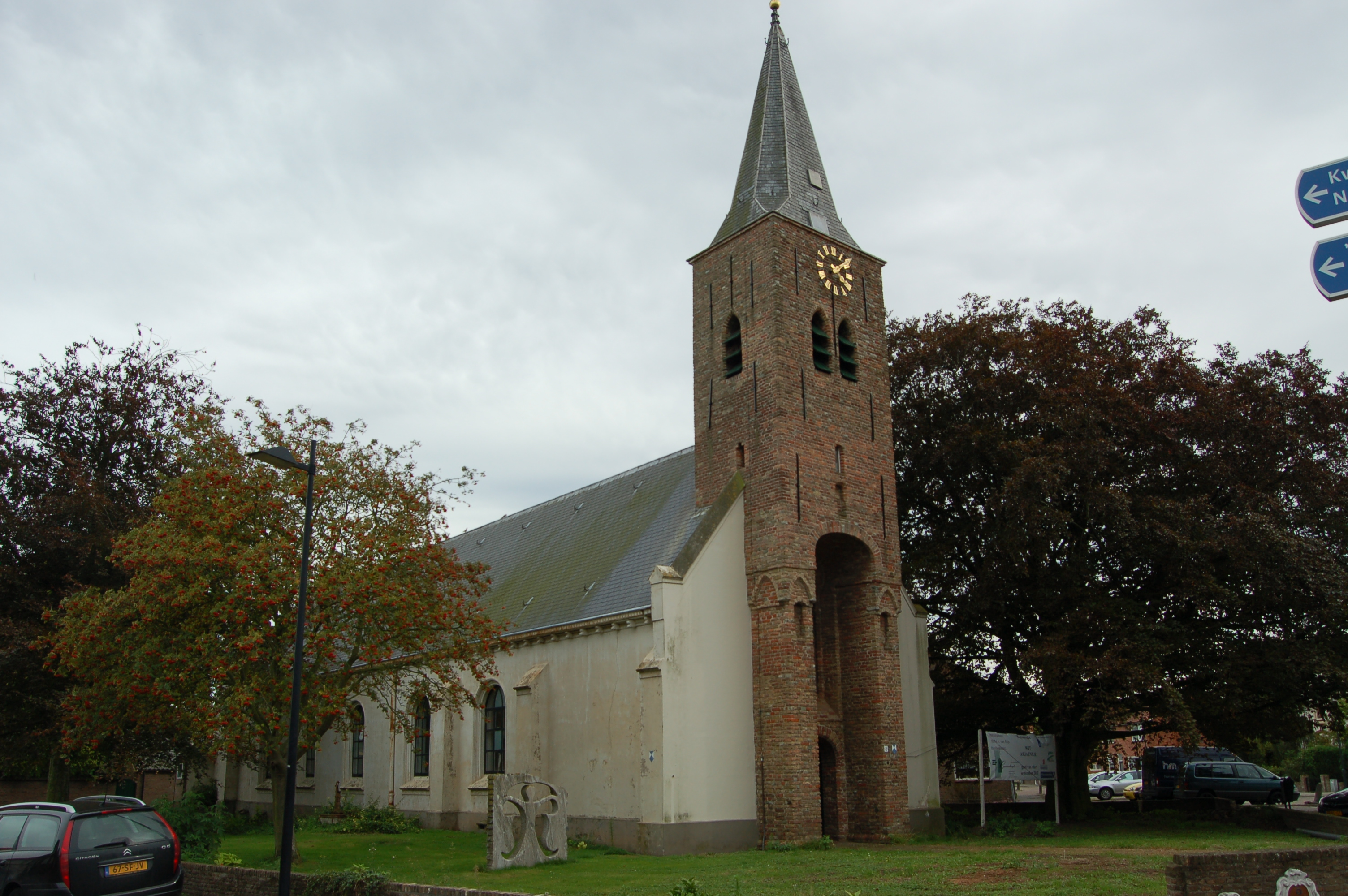
Kerktoren